# Potencial d'acció cardíac
El potencial d'acció cardíac és un potencial d'acció especialitzat que ocorre al cor, que presenta propietats úniques necessàries per al funcionament del marcapassos cardíac (sistema de conducció elèctrica del cor).
El potencial d'acció (PA) cardíac difereix de manera significativa en diferents porcions del cor. Aquesta diferenciació de PA genera diferents característiques elèctriques de les diferents zones del cor. Per exemple, el teixit conductiu especialitzat del cor té la capacitat de despolaritzar-se sense cap influència externa. Aquesta propietat es coneix com a automatisme del múscul cardíac.
L'activitat elèctrica dels teixits especialitzats de conducció no són aparents a l'electrocardiograma de superfície (ECG). Això es deu a la petita massa d'aquests teixits en comparació al miocardi.
| Element | Ió   | Extracel·lular | Intracel·lular | Ràtio      |
| --- | ---- | -------------- | -------------- | ---------- |
| Sodi | Na+  | 135-145        | 10             | 14:1       |
| Potassi | K+   | 3,5 - 5,0      | 155            | 1:30       |
| Clorur | Cl-  | 95-110         | 20-30          | 4:1        |
| Calci | Ca2+ | 2              | 10-4           | 2 x 104: 1 |
| Tot i que el contingut intracel·lular de Ca2+ és al voltant de 2 mm, majoritàriament està unit a molècules o segrestat a orgànuls intracel·lulars (mitocondris i reticle sarcoplàsmic). |      |                |                |            |

El múscul cardíac té algunes similituds amb el múscul esquelètic, així com importants propietats úniques. Com els miòcits esquelètics (i els axons per a aquesta propietat), un miòcit cardíac donat té un potencial de membrana negatiu quan està en repòs. Una diferència important és la durada dels PA:
- En un nervi típic, la durada d'un PA és d'al voltant d'1 mil·lisegon (ms).
- En cèl·lules musculars esquelètiques, la durada és aproximadament 2-5 ms.
- No obstant això, la durada del PA ventricular és de 200 a 400 ms.

Aquestes diferències es basen en variacions en la conductància iònica de cada tipus cel·lular, que són les responsables dels canvis en el potencial de membrana.
Comparant el múscul esquelètic i el cardíac, una diferència important és la manera en què tots dos augmenten la concentració mioplásmica de Ca2+ per induir la contracció:
- Quan el múscul esquelètic és estimulat per axons motors somàtics, un flux de Na+ cap a l'interior de la cèl·lula ràpidament despolaritza el miòcit esquelètic i desencadena l'alliberament de calci des del reticle sarcoplasmàtic.
- En miòcits cardíacs, però, l'alliberament de Ca2+ des del reticle sarcoplasmàtic és induït pel flux de Ca2+ cap a l'interior cel·lular a través de canals de calci voltatge-dependents al sarcolema. Aquest fenomen s'anomena alliberament de calci induïda per calci i incrementa la concentració mioplasmàtica de Ca2+ lliure, el que produeix la contracció muscular.

En ambdós tipus de múscul, després d'un període mort (el període refractari absolut), els canals de potassi es reobren i el flux resultant de K+ cap a l'exterior cel·lular produeix la repolarització fins a l'estat de repòs. Els canals de calci voltatge-dependents en el sarcolemma cardíac normalment s'activen a causa d'un flux de sodi cap a l'interior cel·lular durant la fase "0" del potencial d'acció (vegeu més endavant).
Cal observar que hi ha importants diferències fisiològiques entre les cèl·lules nodals i les cèl·lules ventriculars, les diferències específiques en els canals iònics i els mecanismes de polarització generen propietats úniques de les cèl·lules del node sinusal, sobretot les despolaritzacions espontànies (automatisme del múscul cardíac), necessàries per a l'activitat de marcapassos del node sinusal.

## Principals canals iònics i corrents cardíaques
Els canals iònics són selectius per diferents anions i cations. Per exemple, alguns canals iònics són selectius per ions sodi, potassi, calci i clor. És més, un ió particular pot tenir diferents canals responsables del seu moviment a través de la membrana, com passa amb el potassi. Hi ha dos tipus de canals iònics:
- Dependents de voltatge, que s'obren o tanquen en resposta a canvis en el potencial de membrana, la major part dels canals iònics que participen en el PA cardíac són d'aquest tipus;
- Canals operats per receptors, que s'obren o tanquen en resposta a senyals químics que es detecten per receptors en la membrana cel·lular (el sarcolema). Per exemple, l'acetilcolina (el neurotransmissor alliberat pel nervi vague del sistema parasimpàtic) s'uneix a receptors del sarcolema i produeix l'obertura d'un tipus especial de canals per al potassi (IK, ACh).[1]

| Ió        | Corrent                           | Obertura dep.       | Proteïna                       | Gen                | Fase/funció |
| --------- | --------------------------------- | ------------------- | ------------------------------ | ------------------ | --- |
| Na+       | Ràpida Na+: INa                   | Voltatge            | NaV1.5                         | SCN5A              | Fase 0 dels miòcits |
| Na+       | Lenta Na+ (funny): If             | Voltatge i receptor |                                |                    | Fase 4 del corrent marcapassos en les cèl·lules del node sinusal i node AV                                                    |
| Ca2+      | Tipus L (lenta): ICa(L)           | Voltatge            | CaV1.2                         | CACNA1C            | Entrada lenta, de llarga durada; fase 2 miòcits i fases 4-0 de les cèl·lules del node sinusal i node AV                       |
| Ca2+      | Tipus T (transitòria): ICa(T)     | Voltatge            |                                |                    | Corrent transitòria, contribueix a la fase 4 del corrent marcapassos en les cèl·lules del node sinusal i node AV              |
| K+        | Inward rectifying : IK1           | Voltatge            | Kanar2.1/2.2/2.3               | KCNJ2/KCNJ12/KCNJ4 | Manté el potencial negatiu en la fase 4, es tanca amb la despolarització, el seu descens contribueix als corrents marcapassos |
| K+        | Transient Outward : ITO1          | Voltatge            | KV4.2/4.3                      | KCND2/KCND3        | Contribueix a la fase 1 en els miòcits                                                                                        |
| K+        | Delayed rectifier slow : IKs      | Voltatge            | KV1/7                          | KCNQ1              | 2,3 |
| K+        | Delayed rectifier rapid : IKr     | Voltatge            | KV01/11 (hERG)                 | KCNH2              | repolarització: fase 3 |
| K+        | Sensible a ATP: IK, ATP           | Receptor            |                                |                    | L'ATP l'inhibeix, s'obre quan l'ATP disminueix                                                                                |
| K+        | Activat per acetilcolina: IK, ACh | Receptor            |                                |                    | Activat per acetilcolina; acoblat a una proteïna G                                                                            |
| Na+, Ca2+ | INACA                             | Voltatge            | intercanviador 3NA+-1Ca2+      | NCX1 (SLC8A1)      | homeòstasi iònica |
| Na+, K+   | INa, K                            | Voltatge            | 3NA+-2K+-ATPase                | ATP1A              | homeòstasi iònica |
| Ca2+      | IPça                              | Voltatge            | transportador de Ca2+ - ATPasa | ATP1B              | homeòstasi iònica |

Els canals iònics poden estar en conformació oberta, tancada o inactiva. Els ions només poden passar a través dels canals quan estan en conformació oberta. En els canals dependents de voltatge, el pas d'una conformació a una altra està regulat pel potencial de membrana. El cas millor estudiat és el dels canals ràpids de sodi. Quan la membrana està en repòs (-90 mV), aquests canals estan tancats, impedint l'entrada de sodi a l'interior cel·lular. Quan la membrana es despolaritza (+20 mV), el canal passa a la conformació oberta, i el sodi entra. Durant la fase de repolarització, el canal està en estat inactiu, que tampoc permet l'entrada de sodi. Quan el potencial torna a aconseguir l'estat de repòs, el canal recupera la conformació tancada original. Quan estan en situació d'hipòxia, els miòcits es despolaritzen fins a un nivell de repòs menys negatiu (a -55 mV), en el qual els canals de sodi estan en un estat inactiu, el que altera els PA dels miòcits, ja que els corrents ràpides de sodi es troben bloquejades. Altres canals iònics també presenten conformacions obertes i tancades, però els detalls a nivell molecular no es coneixen bé encara.

## Canals de calci
Hi ha dos tipus de canals de calci dependents de voltatge, i tots dos tenen un paper crític en la fisiologia del múscul cardíac. Aquests canals responen de forma diferent als canvis de voltatge a través de la membrana:
- Els canals de calci tipus L ('L'per "llarga" durada) responen a potencials més alts, s'obren més a poc a poc i romanen oberts més temps que els de tipus T. Causa de les seves propietats, els canals tipus L són importants per mantenir un PA en els miòcits. Els canals tipus L són les dianes d'un tipus de drogues denominades dihidropiridines, que bloquegen els corrents produïts per aquests canals.
- Els canals de calci tipus T ('T'per "transitoris") són importants en la iniciació dels PA. Per la seva ràpida cinètica, els canals de calci tipus T es troben comunament en cèl·lules que tenen un comportament elèctric rítmic:
  - Neurones implicades en activitats rítmiques com caminar o respirar;
  - Cèl·lules marcapassos del cor (en el node sinusal i el node AV), que controlen els batecs cardíacs.

## El potencial de repòs de la membrana cel·lular
El potencial de repòs de la membrana està generat per la diferència en concentracions iòniques i conductàncies a través de la membrana cel·lular durant la fase 4 del potencial d'acció. El potencial de repòs normal en el miocardi ventricular varia entre -85 a -95 mV. Aquest potencial està determinat per la permeabilitat selectiva de la membrana cel·lular a diversos ions. La membrana és permeable sobretot al K+ i relativament impermeable a la resta dels ions. El potencial de membrana està per això dominat pel potencial d'equilibri del K+, seguint el gradient de K+ a través de la membrana cel·lular. El potencial de Nernst per al K+ a 37 °C pot calcular utilitzant l'equació de Nernst:
{\displaystyle E_{K}=-61\log {\frac {[K^{+}]_{i}}{[K^{+}]_{e}}}=-96mV}
El manteniment d'aquest gradient iònic es deu a l'acció de diferents bombes iòniques i mecanismes d'intercanvi, que inclouen la ATPasa Na+-K+, l'intercanviador Na+ - Ca2+ i el canal de K+ denominat Inward rectifier (rectificador d'entrada) IK1.
A l'interior cel·lular, el K+ és el catió principal, i el fosfat i les bases conjugades dels àcids orgànics són els anions dominants. En exterior cel·lular, predominen el Na+ i el Cl-.

## Fases del potencial d'acció cardíac

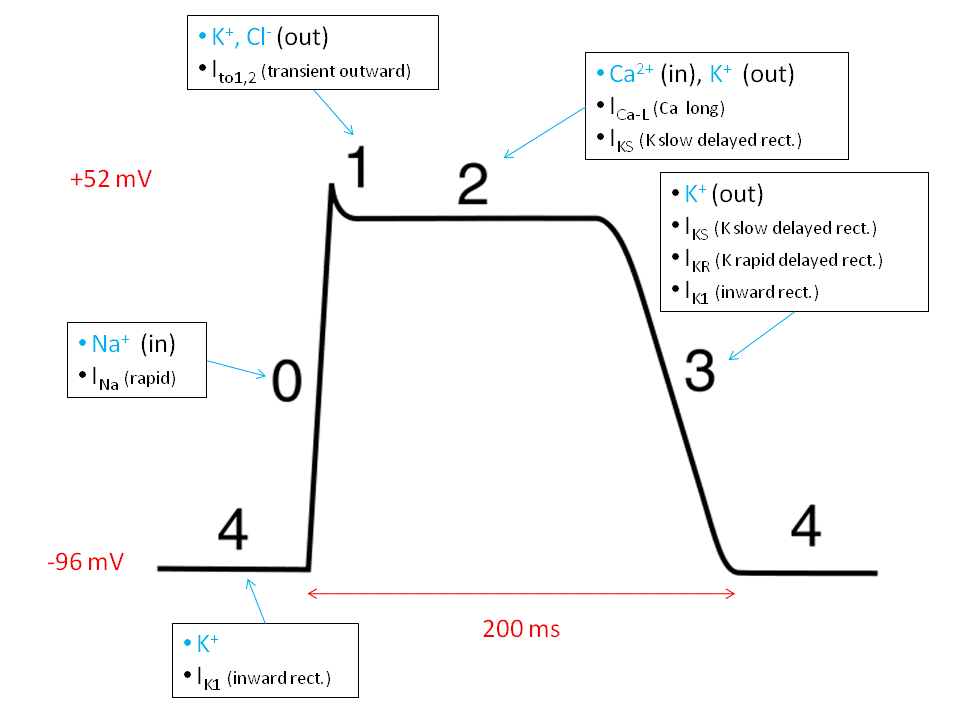
El potencial d'acció cardíac té cinc fases.

Corrents relatives de ions en relació amb les fases en el ECG.

El model estàndard per comprendre el potencial d'acció cardíac és el PA del miòcit ventricular i les cèl·lules de Purkinje. El PA té 5 fases, numerades del 0 al 4. La fase 4 és el potencial de repòs de la membrana, i descriu el PA quan la cèl·lula no està estimulada.
Quan la cèl·lula és estimulada elèctricament (normalment per un corrent elèctric procedent d'una cèl·lula adjacent), comença una seqüència d'accions, que inclouen l'entrada i sortida de múltiples cations i anions, que conjuntament produeixen el potencial d'acció cel·lular, propagant l'estimulació elèctrica a les cèl·lules adjacents. D'aquesta manera, l'estimulació elèctrica passa d'una cèl·lula a totes les cèl·lules que l'envolten, arribant a totes les cèl·lules del cor.

### Fase 4
La fase 4 és el potencial de repòs de la membrana. La cèl·lula roman en aquest període fins que és activada per un estímul elèctric, que prové normalment una cèl·lula adjacent. Aquesta fase del PA és associada amb la diàstole de la cambra del cor.
Al potencial de repòs de la membrana, la conductància per al potassi (gK+) és alta amb relació a les conductàncies per al sodi (GNA+) i el calci (GCA2+). En aquesta fase, la gK+ es manté a través dels canals per al K+ de tipus Inward rectifying (IK1). Quan el potencial de membrana passa de -90 mV a -70 mV (a causa, per exemple, l'estímul d'una cèl·lula adjacent) s'inicia la fase següent.

### Fase 0
La fase 0 és la fase de despolarització ràpida. La pendent de la fase 0 representa la taxa màxima de despolarització de la cèl·lula i es coneix com a dV/dtmàx. La despolarització ràpida es deu a l'obertura dels canals ràpids de Na+, la qual cosa genera un ràpid increment de la conductància de la membrana per al Na+ (GNA+) i per això una ràpida entrada d'ions Na+ (INa) cap a l'interior cel·lular. Alhora, la gK+ disminueix. Aquests dos canvis en la conductància modifiquen el potencial de membrana, allunyant-se del potencial d'equilibri del potassi (-96 mV, com vam veure abans) i acostant-se al potencial d'equilibri del sodi (+52 mV).
L'habilitat de la cèl·lula d'obrir els canals ràpids de Na+ durant la fase 0 està en relació amb el potencial de membrana en el moment de l'excitació. Si el potencial de membrana està en la seva línia basal (al voltant de -85 mV), tots els canals ràpids de Na+ estan tancats, i l'excitació dels obrirà tots, causant una gran entrada d'ions Na+. No obstant això, si el potencial de membrana és menys negatiu (el que ocorre durant la hipòxia), alguns dels canals ràpids de Na+ estaran en un estat inactiu, insensibles a l'obertura, causant una resposta menor a l'excitació de la membrana cel·lular, i una Vmàx menor. Per això, si el potencial de repòs de la membrana esdevé massa positiu, la cèl·lula pot ser no excitable, i la conducció a través del cor pot retardar, incrementant el risc d'arrítmies.

### Fase 1
La fase 1 del PA té lloc amb la inactivació dels canals ràpids de sodi. El corrent transitòria cap a l'exterior que causa la petita repolarització ("notch") del PA és deguda al moviment dels ions K+ i Cl-, dirigits pels corrents transient Outward ITO1 i Ito2, respectivament. El corrent ITO1 contribueix particularment a la depressió d'alguns PA dels cardiomiòcits ventriculars.
S'ha suggerit que el moviment d'ions Cl- a través de la membrana durant la fase 1 és el resultat del canvi en el potencial de membrana, a causa de la sortida dels ions K+, i no és un factor que contribueixi a la despolarització inicial ("notch").

### Fase 2
La fase "plateau" del PA cardíac es manté per un equilibri entre el moviment cap a l'interior del Ca2+ (ICa) a través dels canals iònics per al calci de tipus L (que s'obren quan el potencial de membrana arriba-40mV) i el moviment cap a l'exterior del K+ a través dels canals lents de potassi slow delayed rectifier, IKs. El corrent deguda a l'intercanviador sodi-calci (INa, Ca) i el corrent generat per la bomba Na-K (INa, K) també juguen papers menors durant la fase 2.

### Fase 3
Durant la fase 3 (la fase de "repolarització ràpida") del PA, els canals voltatge-dependents per al calci de tipus L es tanquen, mentre que els canals lents de potassi slow delayed rectifier (IKs) romanen oberts. Això assegura un corrent cap a fora, que correspon al canvi negatiu en el potencial de membrana, que permet que més tipus de canals per al K+ s'obrin. Aquests són principalment els canals ràpids per al K+ rapid delayed rectifier (IKr) i els canals de K+ inwardly rectifying (IK1). Aquest corrent neta positiva cap a fora (igual a la pèrdua de càrregues positives per la cèl·lula) causa la repolarització cel·lular. Els canals de K+ delayed rectifier es tanquen quan el potencial de membrana recupera un valor de -80 a -85 mV, mentre que IK1 roman funcionant a través de la fase 4, contribuint a mantenir el potencial de membrana de repòs.
Durant les fases 0, 1, 2 i part de la 3, la cèl·lula és refractària a la iniciació d'un nou PA: és incapaç de despolaritzar. Aquest és el denominat període refractari efectiu. Durant aquest període, la cèl·lula no pot iniciar un nou PA perquè els canals estan inactius. Aquest és un mecanisme de protecció, que limita la freqüència dels potencials d'acció que pot generar el cor. Això permet al cor tenir el temps necessari per omplir i expulsar la sang. El llarg període refractari també evita que el cor faci contraccions sostingudes, de tipus tetànic, com ocorre en el múscul esquelètic. Al final del període refractari efectiu, hi ha un període refractari relatiu, en el qual cal una despolarització per sobre del llindar per desencadenar un PA. En aquest cas, com no tots els canals per al sodi estan en conformació de repòs, els PA generats durant el període refractari relatiu tenen un pendent menor i una amplitud menor. Quan tots els canals per al sodi estan en conformació de repòs, la cèl·lula esdevé completament activable, i pot generar un PA normal.

## Automatisme cardíac
Al miocardi, l'automatisme és la capacitat dels músculs cardíacs de despolaritzar espontàniament, és a dir, sense estimulació elèctrica externa a partir del sistema nerviós. Aquesta despolarització espontània és perquè les membranes plasmàtiques de les cèl·lules cardíaques tenen una permeabilitat reduïda per al K+, però permeten el transport passiu d'ions calci, el que permet que es generi una càrrega neta. L'automatisme es demostra sobretot en el node sinusal, l'anomenat "marcapassos del cor". Anormalitats en l'automatisme generen canvis en el ritme cardíac.

### Localització de les cèl·lules marcapassos
Les cèl·lules que poden realitzar una despolarització espontània més ràpidament són les cèl·lules del marcapassos primari del cor, localitzat al node sinusal, que defineixen el ritme cardíac. L'activitat elèctrica que s'origina en el node sinusal es propaga a la resta del cor. La conducció més ràpida de l'activitat elèctrica es produeix a través del sistema de conducció elèctrica del cor.
Al cor hi ha altres cèl·lules amb capacitat marcapassos, al node auriculoventricular (AV) i en el sistema de conducció ventricular, però les seves taxes de batec són menors que la taxa del node sinusal, pel que la seva activitat marcapassos està normalment suprimida. Si el node sinusal s'inactiva, o els seus potencials d'acció disminueixen per sota de la taxa dels marcapassos secundaris, la supressió d'aquests s'elimina, el que permet que els marcapassos secundaris es converteixin en el marcapassos del cor. Quan això passa, es diu que apareix un marcapassos "ectòpic".

### Canals iònics marcapassos
El mecanisme d'automatisme del cor implica els canals denominats canals marcapassos de la família HCN, activats per hiperpolarització, dependents de nucleòtids cíclics: l'AMP cíclic (AMPc) s'uneix directament a aquests canals i augmenta la probabilitat que s'obrin Aquests canals poc selectius per cations condueixen més corrent a mesura que el potencial de membrana es fa més negatiu, o hiperpolarizado. Condueixen tant ions potassi com sodi. L'activitat d'aquests canals al node sinusal causa que el potencial de membrana es faci lentament més positiu (despolaritzat), fins que, en un moment donat, els canals per al calci s'activen i s'inicia un PA.
La dependència d'AMPc dels canals If és una propietat fisiològica particularment important, ja que l'activació del sistema simpàtic augmenta els nivells d'AMPc, produint l'activació dels canals If a voltatges més positius. Aquest mecanisme produeix un increment del corrent a voltatges diastólicos i, per tant, una acceleració del ritme cardíac. L'activació del sistema parasimpàtic (que redueix els nivells d'AMPc) disminueix els batecs cardíacs per l'acció oposada, és a dir, modificant l'activació dels canals If a potencials més negatius (hiperpolarizados).
Causa de la seva importància en la generació de l'activitat marcapassos del cor i en la modificació de la freqüència espontània, els canals f són dianes naturals de drogues dirigides a controlar farmacològicament el ritme cardíac. Alguns agents, anomenats "agents reductors de la freqüència cardíaca" actuen inhibint específicament els canals f. Ivabradine és l'inhibidor dels canals f més específic i selectiu, i l'únic comercialitzat per al tractament farmacològic de l'angina de pit estable crònica amb un ritme sinusal normal i intolerància als β-bloquejadors.

### Variacions de l'automatisme
L'activitat intrínseca de les cèl·lules del marcapassos del cor és la despolarització espontània a un ritme regular, generant el batec normal del cor, que pot variar entre 100-110 despolaritzacions per minut. El batec cardíac, però, pot variar entre 60 i 200 batecs per minut. Aquestes variacions es deuen sobretot a l'acció del sistema nerviós autònom sobre el node sinusal:
- En condicions de repòs, domina la influència del sistema parasimpàtic, a través del nervi vague, el que es denomina to vagal : el ritme del node sinusal es redueix, mantenint al voltant de 70 batecs per minut (cronotropía negativa).
- El sistema autònom augmenta el ritme cardíac disminuint el to vagal i simultàniament augmentant l'acció del sistema simpàtic sobre el node sinusal. Aquest efecte es denomina cronotropia positiva. L'efecte del sistema simpàtic es realitza a través de l'acció del AMPc: el neurotransmissor dels nervis simpàtics (noradrenalina) s'uneix als receptors β-adrenèrgics en la membrana cel·lular, la qual cosa activa una cascada de senyalització que produeix un augment en els nivells d'AMPc. Això produeix un augment de l'obertura dels canals de calci tipus L i dels canals f, la qual cosa genera un augment de la taxa de despolarització i, per tant, un augment del ritme cardíac (taquicàrdia).

El sistema parasimpàtic allibera el neurotransmissor acetilcolina, que s'uneix als seus receptors i produeix una disminució del AMPc i, per tant, l'efecte contrari (bradicàrdia).
Existeixen altres mecanismes no neuronals que poden modificar l'activitat marcapassos:
- Les catecolaminas circulants (adrenalina i noradrenalina) produeixen un augment de la freqüència cardíaca, per un mecanisme similar al descrit per al sistema simpàtic;
- L'hipertiroïdisme produeix taquicàrdia, ja que augmenta el metabolisme cel·lular, augmenten els nivells de ATP i això indueix un augment de l'activitat de la bomba sodi-potassi, el que produeix una major rapidesa en el corrent del sodi (i viceversa per l'hipotiroïdisme);
- La hiperpotassèmia causa taquicàrdia, ja que en augmentar la concentració exterior de potassi, disminueix la conductància al potassi i augmenta la taxa de despolarització;
- La hipòxia cel·lular causa una manca d'ATP que disminueix l'activitat de la bomba sodi-potassi, el que despolaritza la membrana i causa bradicàrdia, podent abolir l'activitat del marcapassos (el que passa en cas d'isquèmia coronària).

Un automatisme anormal implica la despolarització espontània anormal de les cèl·lules del cor. Típicament això causa arrítmias (ritmes irregulars) al cor. Algunes drogues que s'utilitzen per tractar arrítmies també afecten a l'activitat del node sinusal:
- Els bloquejadors dels canals de calci generen bradicàrdia, perquè inhibeixen els canals tipus L durant la fase 4 i fase 0;
- Drogues que afecten el sistema nerviós autònom (com els β-bloquejadors) afecten l'activitat del node sinusal;
- Digitalis causa bradicàrdia, ja que augmenta l'activitat parasimpàtica i bloqueja la bomba sodi-potassi, necessària per a la despolarització.

En casos en què es produeix un bloqueig cardíac, en què l'activitat del marcapassos primari no es propaga a la resta del cor, el node atrioventricular (AV) prendrà el relleu, generant una despolarització espontània i creant un PA.
Per raons mal conegudes, de vegades cèl·lules no-marcapassos poden realitzar despolaritzacions espontànies, bé durant fase 3 o en fase 4 primerenca, generant PA anormals, denominats post-despolaritzacions, que si tenen prou magnitud poden produir taquicàrdia.
- Les post-despolaritzacions primerenques (early afterdepolarizations) ocorren durant fase 3;
- Les post-despolaritzacions tardanes (late afterdepolarizations) ocorren en fase 4 primerenca.

Tots dos casos semblen estar relacionats amb un augment en les concentracions intracel·lulars de calci, com passa en la isquèmia, en la intoxicació amb digitalis o a la hiperestimulació amb catecolamines.